# 벵골왕도마뱀
벵골왕도마뱀(Bengal monitor)은 흔히 인도왕도마뱀(Indian monitor)이라고도 알려져 있으며, 인도 아대륙과 동남아시아 및 서아시아 일부에 널리 분포하는 왕도마뱀의 일종이다.

## 묘사

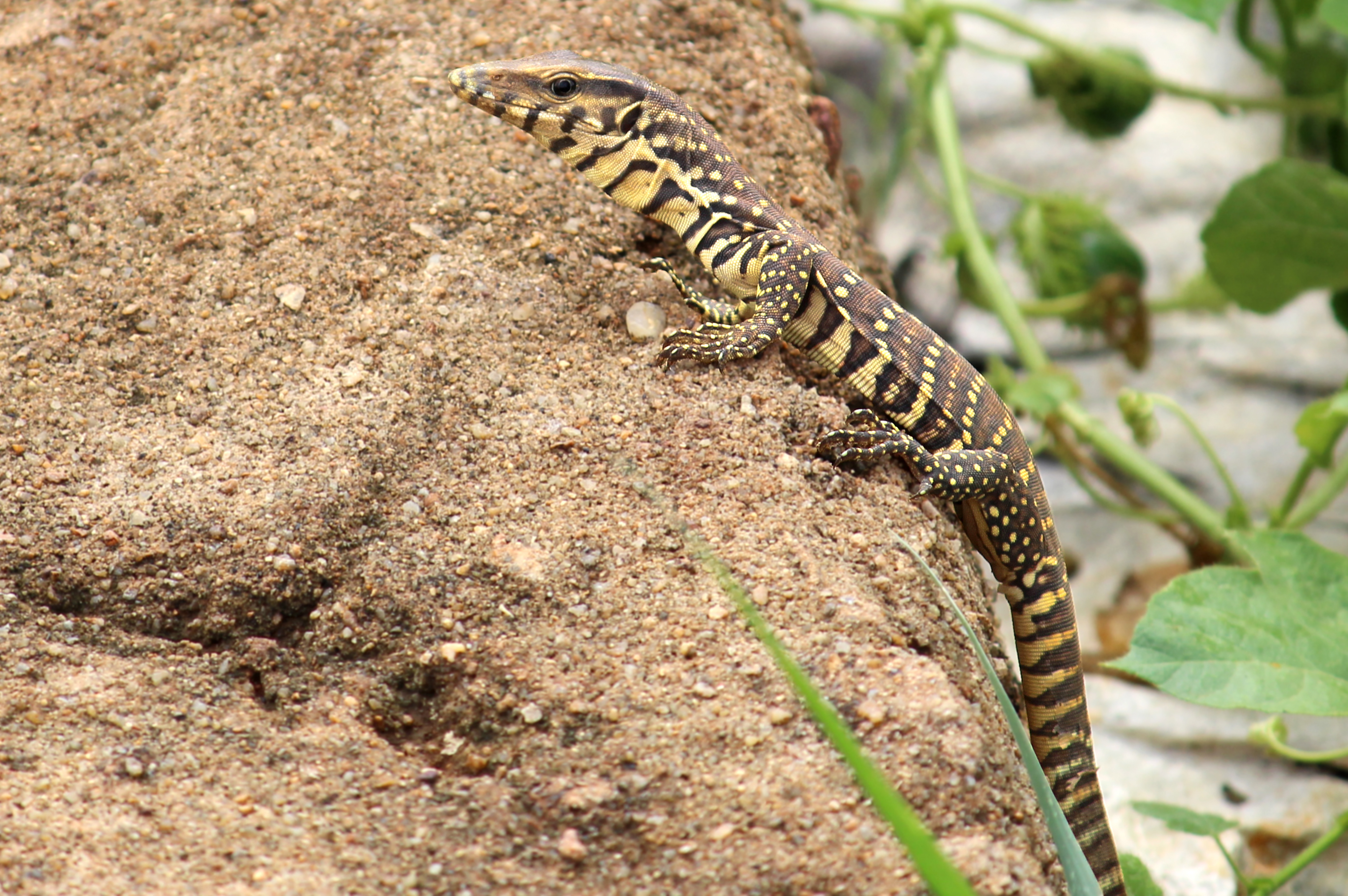
어린 벵골왕도마뱀은 패턴이 있고 더 다채롭다.

벵골왕도마뱀은 주둥이에서 통풍구까지의 길이가 75cm이고 꼬리가 100cm인 175cm에 달할 수 있다. 수컷이 암컷보다 일반적으로 더 크다. 몸무게가 많이 나가는 개체의 몸무게는 약 7.2kg에 달할 수 있다.
인도와 스리랑카의 왕도마뱀 개체군은 미얀마의 왕도마뱀 개체군과 규모가 다르며, 한때는 벵골왕도마뱀의 아종으로 간주되었지만 현재는 벵골왕도마뱀 종 단지 내에서 두 종으로 간주된다. 한때 지명된 아종이었던 벵골왕도마뱀은 미얀마 서쪽에서 발견되고, 구름왕도마뱀은 동쪽에서 발견된다. 구름왕도마뱀은 눈 위 영역에 일련의 확대된 비늘이 존재함으로써 구별할 수 있다. 복측 비늘의 수는 다양하며, 서쪽의 108개에서 동쪽 (자와섬)의 75개로 감소했다.
어린 벵골왕도마뱀은 성체보다 더 다채로운 색을 띠고 있고, 목, 등에 일련의 어두운 십자형 막대가 있다. 배는 흰색이며 어두운 십자형 막대로 띠를 두었으며 회색 또는 노란색 (특히 분포 지역의 동쪽 부분)이 발견된다. 어린 왕도마뱀의 등쪽 표면에는 어두운 가로 막대가 연결된 일련의 노란색 반점이 있다. 성숙할수록 바닥 색은 밝은 갈색 또는 회색이 되며 어두운 반점은 얼룩덜룩한 모양을 만든다. 이에 비해 구름이 많은 왕도마뱀 부화기는 목에 일련의 뒤쪽을 가리키는 V자형 띠가 있는 경향이 있다.
벵골왕도마뱀은 가느다랗게 찢어진 모양의 수평에 가까운 외부 콧구멍 구멍이 있으며 눈과 주둥이 끝 사이에 위치한다. 코는 특히 파편이나 물을 피하기 위해 마음대로 닫을 수 있다. 피부의 비늘은 패치가 더 거칠고 측면에는 특히 수컷에게 잘 분포된 미세한 구덩이가 있다. 미세 기공이 있는 이러한 비늘은 기저 피부 조직에 선 구조를 가지고 있으며 페로몬과 유사한 물질일 수 있는 분비물을 생성한다. 다른 왕도마뱀과 마찬가지로 벵골왕도마뱀은 뱀과 유사한 포크 혀를 가지고 있다. 이 기능은 주로 감각적이며 목구멍으로 음식을 운반하는 데 크게 관여하지 않는다. 벵골왕도마뱀은 꼬리와 몸에 지방 침착물이 있어 먹이를 쉽게 구할 수 없는 조건에서 먹이를 제공한다.
현재 모든 왕도마뱀은 독샘을 보유한 것으로 알려진 톡시코페라라는 분기군에 배치되어 있지만, 벵골왕도마뱀에서 독의 영향에 대한 보고는 이 종의 맹독으로 인한 치명적인 신부전으로 인한 매우 논란의 여지가 있는 사례 보고 외에는 없다.

## 분포 및 서식지

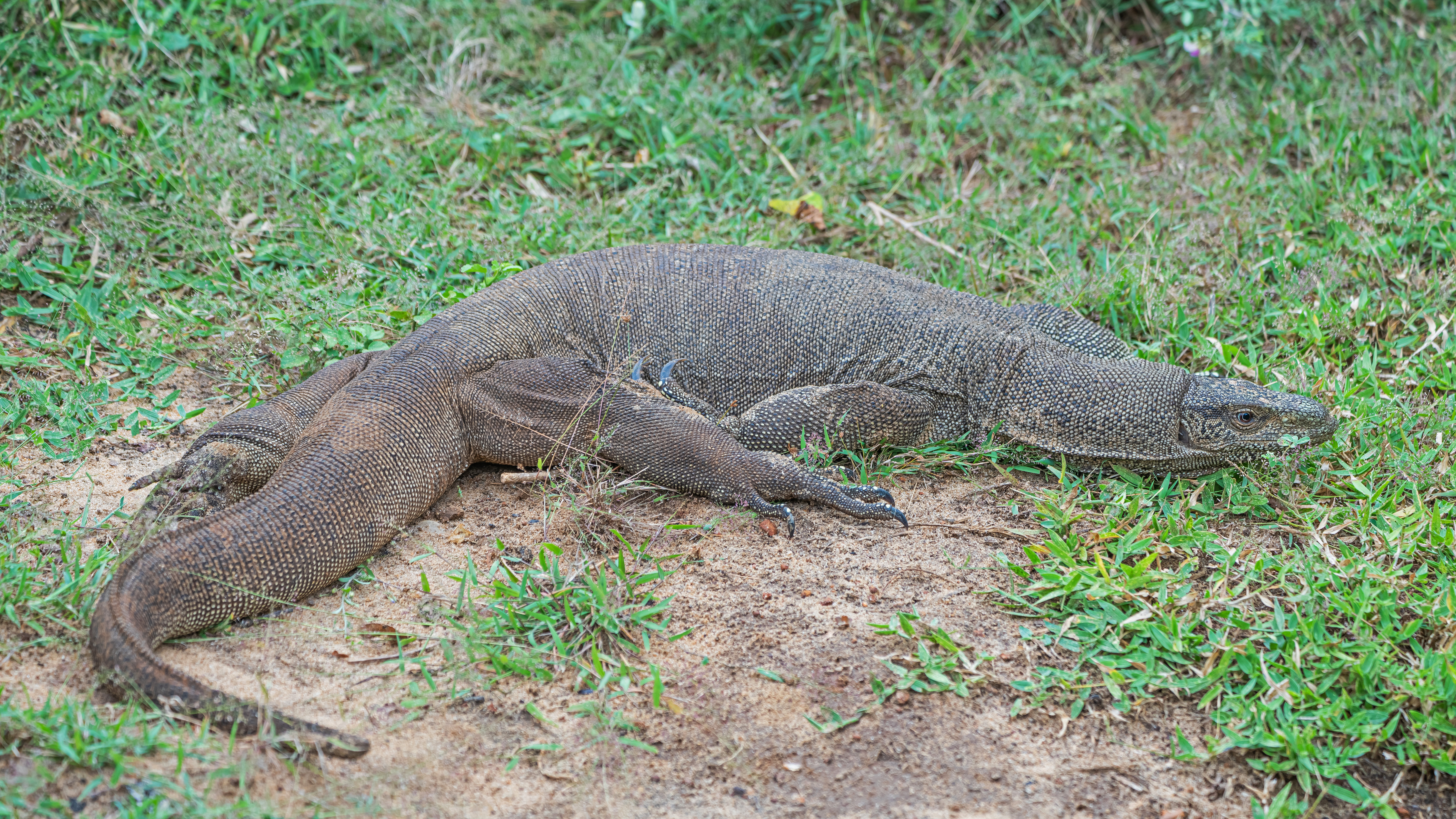
스리랑카 분달라 국립공원의 벵골왕도마뱀

이란에서 인도네시아 자와섬에 이르기까지 다양한 벵골왕도마뱀은 광생성과 다양한 서식지에 적응할 수 있어 가장 널리 분포하는 왕도마뱀 중 하나이다. 이란 동부, 아프가니스탄, 인도, 네팔, 스리랑카, 파키스탄, 방글라데시, 미얀마의 강 계곡에서 발견된다.
밀접하게 관련된 종인 구름왕도마뱀은 미얀마 남부, 베트남, 캄보디아, 태국, 말레이시아, 인도네시아 수마트라섬, 자와섬, 순다 열도에서 발견된다. 수마트라섬에서는 확인되지 않았으며 안다만 제도에서는 없는 것으로 밝혀졌다.
이 종은 주로 해발 고도 1,500미터 이하의 낮은 고도에 분포하며, 건조한 반건조 사막 서식지부터 습한 숲까지 모두에서 발견된다. 이 종은 종종 농업 지역에서 발견된다.

## 행동생태학
벵골왕도마뱀은 일반적으로 외딴 곳에 있으며 일반적으로 지상에서 발견되지만 어린 개체는 나무 위에서 자주 볼 수 있다. 반면 구름왕도마뱀은 나무를 오르는 경향이 더 크다. 벵골왕도마뱀과 노란왕도마뱀은 동정적이지만 벵골왕도마뱀이 농업 지역보다 숲을 선호하기 때문에 서식지별로 부분적으로 분리되어 있다. 벵골왕도마뱀은 바위와 건물에서 파거나 틈새를 뚫는 굴에서 은신처를 찾는 반면, 구름왕도마뱀은 나무 속이 비어 있는 곳을 선호한다. 두 종 모두 버려진 흰개미 더미를 사용한다. 벵골왕도마뱀은 다른 왕도마뱀과 마찬가지로 일주성이며 오전 6시경에 활동하며 아침 햇살을 쬐기도 한다. 추운 지역의 겨울에는 대피소를 찾아 대사 활동이 감소하는 시기를 겪을 수 있다. 이들은 지역이 아니며 식량 가용성에 따라 계절에 따라 서식지가 바뀔 수 있다.
그들은 보통 수줍음이 많고 사람을 피한다. 시력이 뛰어나고 250m 가까이 떨어진 곳에서 사람의 움직임을 감지할 수 있다. 잡히면 몇몇 개체가 물 수 있지만 거의 물지 않다.
농경지에서 발견되지만 큰 나무가 있는 숲을 선호한다. 일반적으로 큰 나무가 있는 높은 지대는 유리한 지역이다.
포로는 거의 22년 동안 사는 것으로 알려져 있다. 성체의 포식자로는 비단뱀, 포유류 포식자, 새 등이 있다. 다수의 외기생충과 내기생충이 기록되어 있다.

### 번식
암컷은 정자를 보유할 수 있고, 감금된 암컷은 비옥한 알을 낳을 수 있다. 나일왕도마뱀과 같은 일부 종의 왕도마뱀은 또한 처녀생식이 가능한 것으로 입증되었다. 주요 번식기는 6월에서 9월이지만 수컷은 4월부터 전투 행동을 보이기 시작한다. 암컷은 평평한 땅이나 수직 제방에 둥지 구멍을 파고 알을 내부에 낳아 채우고 주둥이를 사용하여 흙을 압축한다. 암컷은 종종 근처에서 거짓 둥지를 파서 그 주변에 흙을 삽질한다. 때로는 흰개미 더미를 사용하여 둥지를 틀기도 한다. 약 20개의 알을 한 번에 낳는다. 알은 168일에서 거의 254일 동안 부화한다. 알의 약 40~80%가 부화할 수 있다.

### 활동
그들은 땅 위에서 빠르게 움직일 수 있다. 작은 개체는 탈출하기 위해 나무를 오를 수 있지만 큰 개체는 땅 위로 탈출하는 것을 선호한다. 그들은 잘 올라갈 수 있다. 땅 위에서 수컷이 다른 수컷과 싸울 때나 더 잘 보기 위해 뒷다리로 서기도 한다. 또한 수영을 잘 할 수 있고 최소 17분 동안 물에 잠길 수 있다. 나무와 덤불을 모두 사용하여 은신처로 사용할 수 있다.

### 먹이

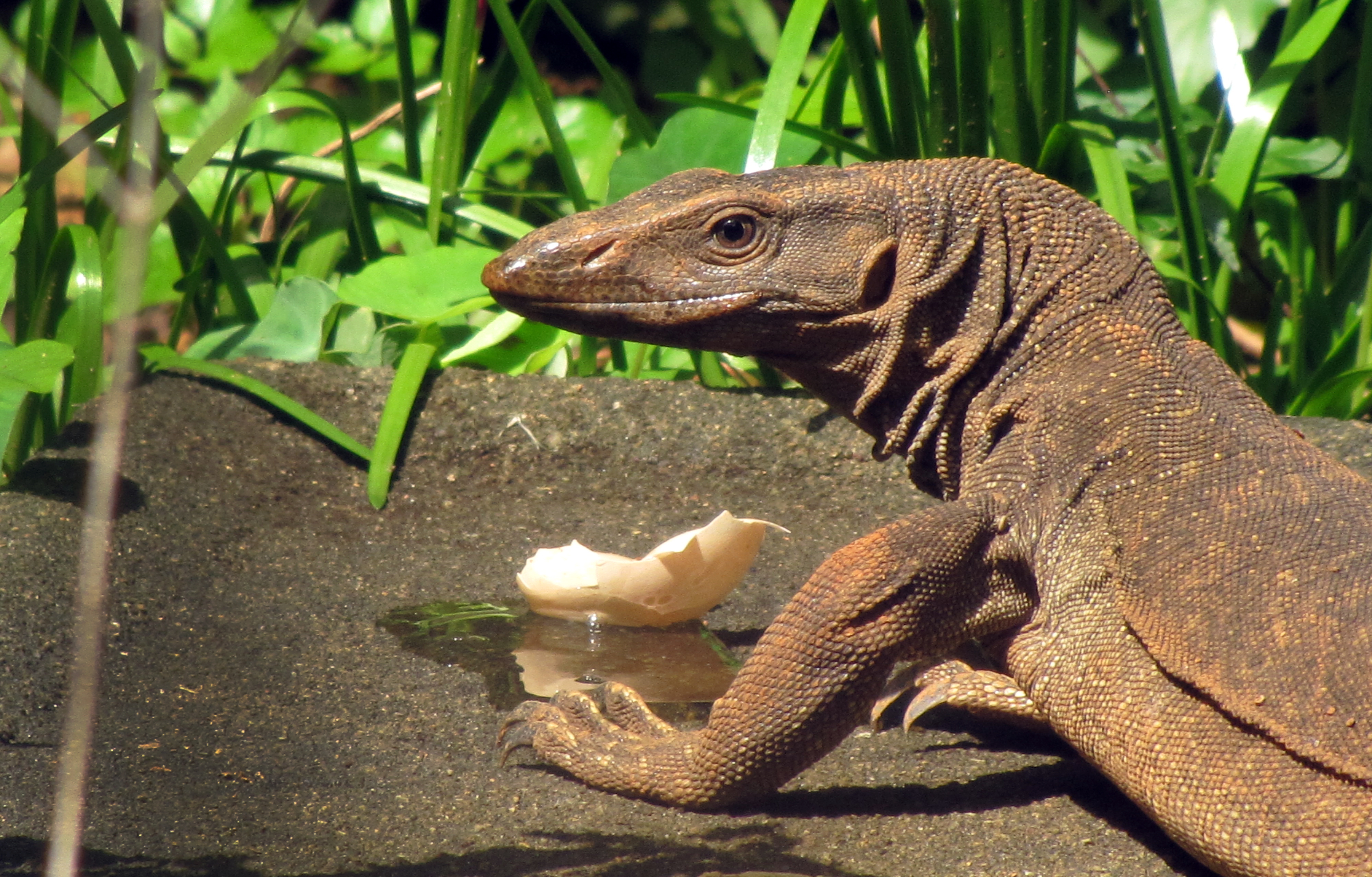
알을 먹는 벵골왕도마뱀

벵골왕도마뱀은 하루 종일 활동적인 경향이 있다. 큰 성체는 수직 나무 줄기를 타고 올라갈 수 있으며, 때때로 둥지를 틀고 박쥐를 잡는다. 이 종은 일반주의자이며 무척추동물과 척추동물의 다양한 먹이를 먹는다. 무척추동물의 먹이는 대부분 딱정벌레와 그 유충에 이어 정형동물로 구성되며, 구더기, 애벌레, 지네, 전갈, 게, 가재, 달팽이, 흰개미, 개미, 집게벌레로도 구성된다. 무척추동물 외에도 두꺼비와 개구리, 그 알, 물고기, 도마뱀, 뱀, 쥐, 다람쥐, 산토끼, 사향쥐, 새 등 척추동물의 먹이도 많이 먹는다. 토끼와 작은반디쿠트쥐와 같은 설치류는 둥지 밖으로 파서 잡히는 경우가 많다. 예를 들어 여름철 개울에서 물고기와 수생곤충을 찾는 경우가 많으며, 안드라프라데시주의 개체는 대부분 개구리와 두꺼비를 먹는다.
벵골왕도마뱀은 또한 썩은 부분을 청소하고 사슴과 같은 대형 사체를 먹을 때 때때로 모인다. 가축이 흔한 지역에서는 딱정벌레와 기타 곤충을 먹이로 찾기 위해 똥을 찾는 경우가 많다.